# Federazione calcistica del Bangladesh
La Federazione calcistica del Bangladesh (in bengalese বাংলাদেশ ফুটবল ফেডারেশন, in inglese Bangladesh Football Federation, acronimo BFF) è l'ente che governa il calcio in Bangladesh.
Fondata nel 1972, si affiliò alla FIFA e all'AFC nel 1974. Ha sede nella capitale Dacca e controlla il campionato nazionale, la coppa nazionale e la Nazionale del paese.

## Storia
La Federazione Calcistica del Bangladesh fu istituita il 15 luglio 1972 per opera del Md. Yousuf Ali, già Ministro dell’Istruzione, della Cultura e dello Sport del paese; sotto di lui, quale segretario generale, era il Signor Abul Hashem del Club Wari.
Essa divenne affiliata alla Confederazione asiatica del calcio nel 1973, e alla FIFA nel 1976. È altresì uno dei membri fondatori della Federazione calcistica dell’Asia meridionale. Il Bangladesh fu eletto a far parte del Comitato Esecutivo dell’AFC per due mandati di quattro anni ciascuno: dal 1982 al 1986 e dal 1998 al 2002. Hafizuddin Ahmed fu eletto vicepresidente dell’AFC per il termine dal 1990 al 1994.
Dopo che il Bangladesh conseguì l’indipendenza nei primi anni Settanta, la Federazione Calcistica del Bangladesh assunse la responsabilità della Coppa Dhaka, la quale era stata inaugurata nel 1948. Il campionato riprese con la stagione del 1973, ma fu in seguito soppiantato dalla Premier League del Bangladesh (istituita nel 2007 con il nome di Lega B) e dalla Lega dei campioni del Bangladesh (nel 2012), ed ora esiste soltanto come lega regionale, al terzo livello della piramide calcistica del paese.
Nel 1980, la Federazione diede inizio alla Coppa della Federazione, che crebbe fino a divenire la principale competizione nazionale di coppa del paese.
Nel 2009, fu lanciato il torneo Super coppa, che ebbe luogo nel 2009, 2011 e 2013. Nel 2013, il premio in denaro per la vittoria del torneo ammontava a 10 milioni di taka. Nella competizione inaugurale, il Mohammedan SC sconfisse i rivali storici dell’Abahani Limited Dhaka.